# 王鵬 (斲琴師)
王鵬（1966年—）遼寧鳳城人，中國斲琴師，北京市非物质文化遗产“古琴传统制作技艺”项目传承人、第五批国家级非物质文化遗产古琴项目代表性传承人，古琴製作坊鈞天坊的創建者。

## 生平
王鵬於1966年生於遼寧鳳城，1987年進入沈陽音樂學院學習古琴製作，是當時此專業僅有的兩個學生之一。1990年畢業，被分配到北京民族樂器廠，而當時的樂器廠亦十分冷清。
2000年因與教授自己製作古琴的老師趙廣運見面而下定決心從事斲琴業。2001年創立鈞天坊。2007年鈞天坊在北京魏善莊前苑上村正式開業。2008年鈞天坊製作的古琴由陳雷激在北京奧運會開幕式上演奏。2010年，钧天坊的古琴制作技艺被選為第三批北京市级非物质文化遗产，而王鵬本人也成為北京市非物质文化遗产“古琴传统制作技艺”项目传承人。
2010年12月，王鹏依四大名琴設計斲製的号钟、绕梁、绿绮、焦尾收入国家大剧院，古琴“复古殿”則被國家博物館收藏。2013年8月，王鹏创作的“蕉林听雨”和“青鸟琴”（第三號）收入中国艺术研究院中国非物质文化遗产保护中心。此外王鵬也曾設計策劃古琴相關的展出、活動。